# اچ‌ام‌اس پن (جی۷۷)
اچ‌ام‌اس پن (جی۷۷) (به انگلیسی: HMS Penn (G77)) یک کشتی بود که طول آن ۳۴۵ فوت (۱۰۵ متر) بود. این کشتی در سال ۱۹۴۱ ساخته شد.